# Ак-Чий (Ак-Талинский район)
Ак-Чий (кирг. Ак-Чий) — село в Ак-Талинском районе Нарынской области Кыргызстана. Административный центр Ак-Чийского аильного округа. Код СОАТЕ — 41704 210 808 01 0.

## География
Село расположено в юго-западной части области, к востоку от реки Джамандаван (приток Алабуги), на расстоянии приблизительно 9 километров (по прямой) к юго-западу от села Баетово, административного центра района. Абсолютная высота — 2044 метра над уровнем моря.

## Религия
В селе работает мечеть, построенная в 2022 году при поддержке одного из благотворительных фондов Катара.

## Население
| год     | 2009 | 2014 | 2015 |
| ------- | ---- | ---- | ---- |
| человек | 519  | 577  | 544  |

## Известные уроженцы
- Шукурбеков, Райкан (1913—1962) — киргизский советский писатель, поэт и драматург.